# البیاض، صور
البیاض (به عربی: البياض) یک منطقهٔ مسکونی در لبنان است که در شهرستان صور واقع شده‌است.